# Nationalmuseum Nakhon Si Thammarat

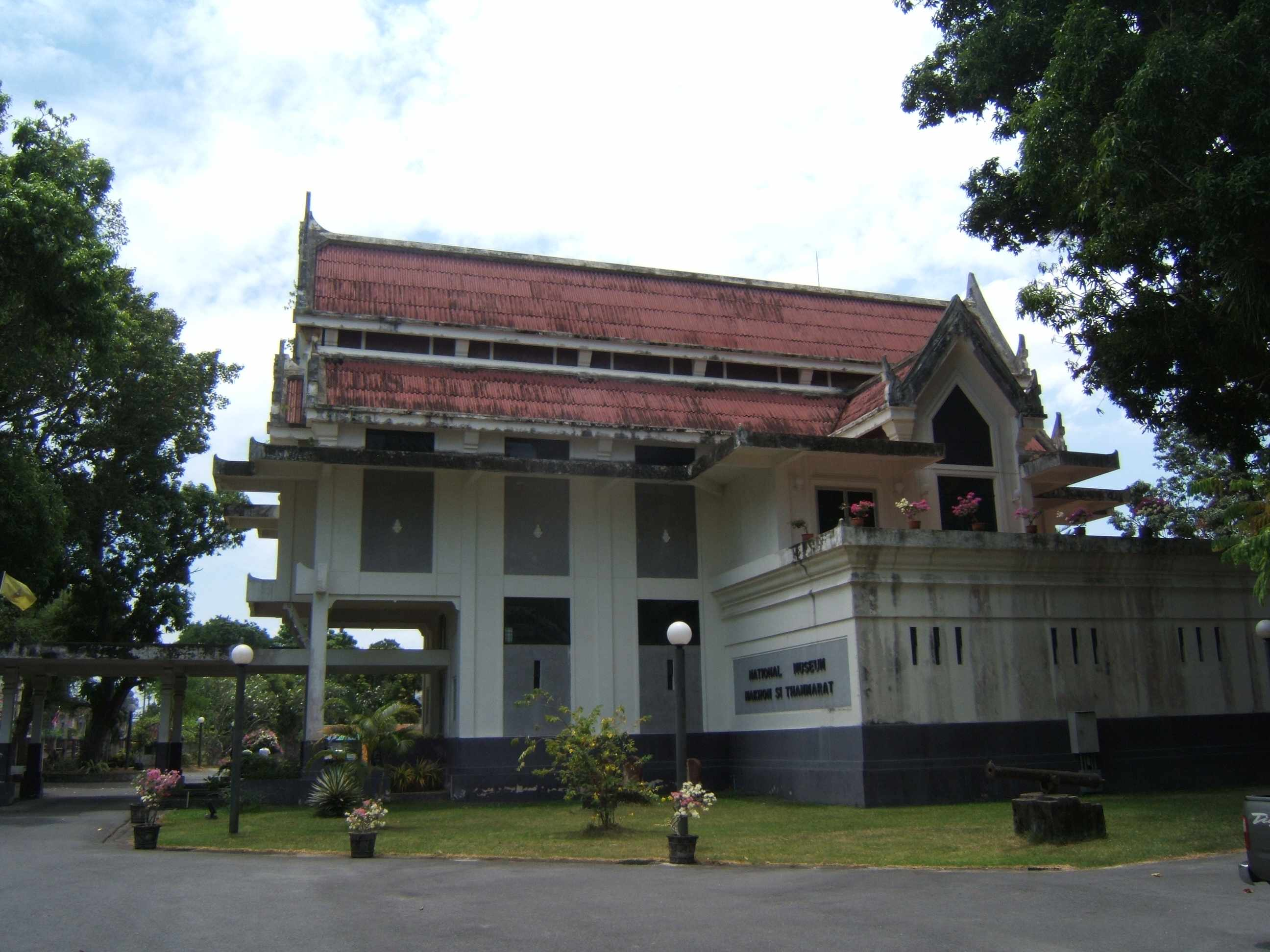
Gebäude des Nationalmuseums Nakhon Si Thammarat

Das Nationalmuseum Nakhon Si Thammarat ist eines der mehr als 30 Nationalmuseen in Thailand.

## Lage
Das Nationalmuseum Nakhon Si Thammarat liegt im Westteil der Stadt Nakhon Si Thammarat an der Straße Ratchadamnoen und befindet sich auf dem Gelände des ehemaligen Wat Suan Luang Tawan Ok.
Es handelt sich um einen zweistöckigen Bau.

## Ausstellung
Das Nationalmuseum Nakhon Si Thammarat beherbergt Artefakte aus den vier südlichen Provinzen Nakhon Si Thammarat, Phatthalung, Surat Thani und Chumphon. 
Ein wichtiges Objekt ist eine Statue des Vishnu aus dem 9. Jahrhundert, die im südindischen Pala-Stil gehalten ist. Sie wurde in einem Baum in der Amphoe Kapong, Provinz Phang Nga gefunden, das seinerzeit ein wichtiges Einfallstor für die kolonisierenden Inder war.
Religiöse Kunst aus dem Dvaravati- und dem Srivijaya-Reich  bis zur Rattanakosin-Ära befinden sich in der Thai-Galerie. Daneben sind auch zwei Trommeln aus Bronze aus Nordvietnam zu sehen, die von den Dong Son angefertigt worden sind.

## Geschichte

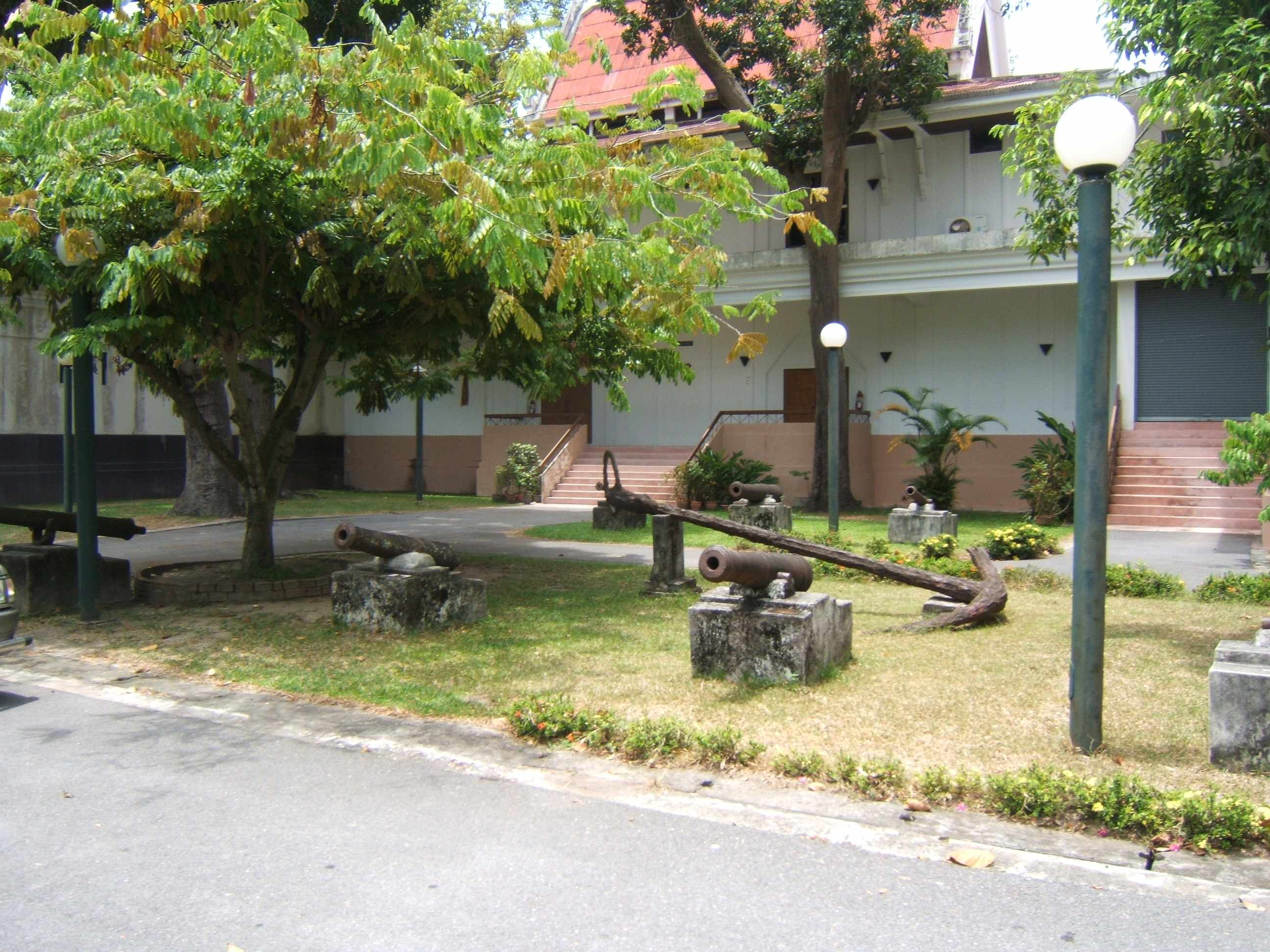
Detail des Nationalmuseums Nakhon Si Thammarat

Das Museum wurde 1974 eröffnet. Nahebei wurde 1976 eine Zweigstelle der Nationalbibliothek Thailand eröffnet.